# Kapelle von Yngsjö

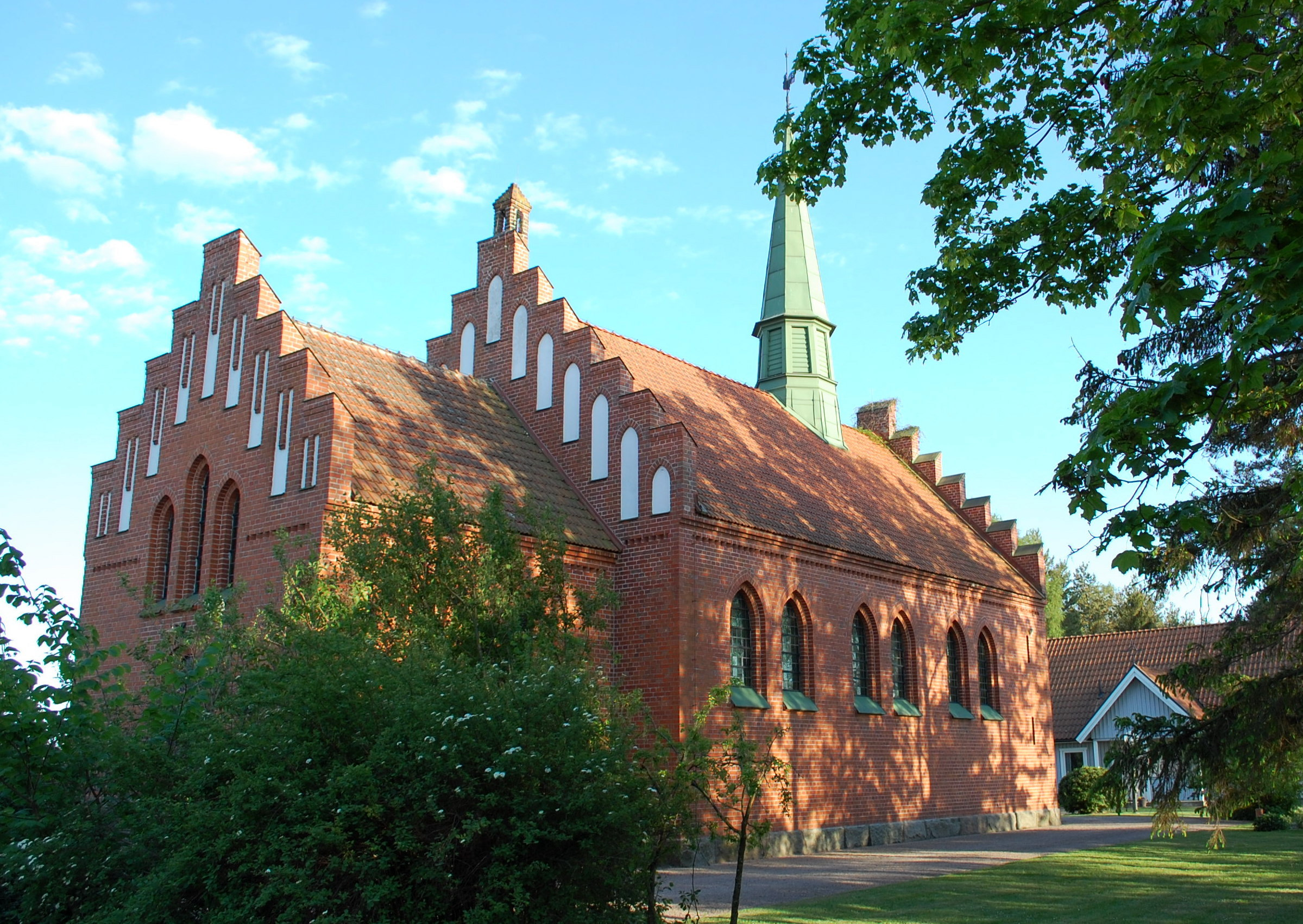
Kapelle von Yngsjö

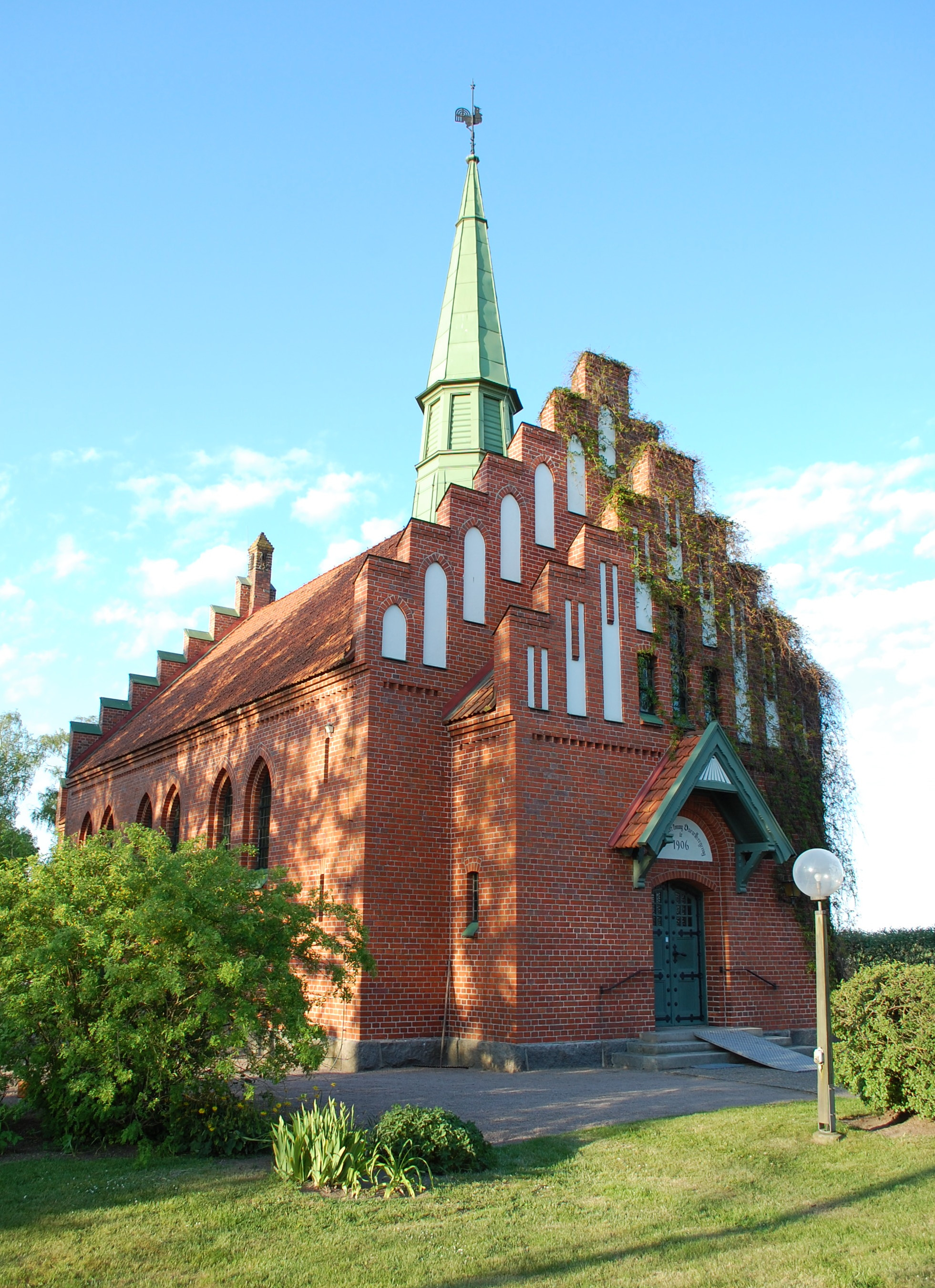
Südseite

Die Kapelle von Yngsjö (schwedisch Yngsjö Kapell) ist eine Kapelle der Schwedischen Kirche in der Nähe des Dorfes Yngsjö in der Gemeinde Kristianstad in der schwedischen Provinz Skåne län.
Die Kapelle befindet sich südlich der Ortslage von Yngsjö, nördlich von Åhus kärr an der Westseite des Länsväg 118 und gehört zur Kirchengemeinde von Åhus, zu der auch die dortige Sankt-Maria-Kirche gehört.
Die aus Backsteinen errichtete Kapelle wurde 1906 gebaut und ist in Nord-Süd-Richtung ausgerichtet. Als Architekt war Theodor Wåhlin tätig. Sie besteht aus Kirchenschiff und Chor und ist von einem Satteldach bedeckt. Auf dem südlichen Teil des Dachs ist ein Dachreiter aufgesetzt. Das Portal befindet sich auf der Südseite. Südlich der Kapelle befindet sich ein Gemeindehaus.